# Carta patente de 1908
La Carta patente de 1908 (en inglés: Letters Patent of 1908) fue una norma legal del Reino Unido por la cual se creaban las Dependencias de las islas Malvinas, poniendo bajo esta jurisdicción todos los territorios al sur del paralelo de 50°S. La Carta patente establecería una pretensión jurisdiccional antártica superpuesta a las argentinas y chilenas.
El 4 de mayo de 1955, el ministro de Relaciones Exteriores argentino, al ocuparse del valor legal de esa Carta patente, esgrimida con monótona insistencia por Gran Bretaña, juzgándolas a título de instrumento probatorio de soberanía, como:

(...) actos o medidas totalmente ineficaces, dado su carácter de documento unilateral inofensivo, huérfano hasta de un repudio por parte del Ejecutivo Argentino.

Las islas Malvinas, así como las tierras que se encuentran en nuestro sector antártico son argentinas, al igual que las Georgias del Sur y las Sandwich del Sur.

Tras el conflicto del Atlántico Sur de 1982 el Reino Unido consideró revalidar la carta patente de 1908